# KS DevelopRes Rzeszów w europejskich pucharach

## Liga Mistrzyń w piłce siatkowej (2017/2018)[1]
| Data       | Miejsce | Przeciwnik         | Wynik                            | Runda        |
| ---------- | ------- | ------------------ | -------------------------------- | ------------ |
| 13.12.2017 | Rzeszów | ASPTT Mulhouse     | 3:1 (25:18, 20:25, 25:14, 25:17) | Faza grupowa |
| 11.01.2018 | Rzeszów | CS Volei Alba-Blaj | 0:3 (19:25, 25:27, 17:25)        | Faza grupowa |
| 25.02.2018 | Zurych  | Voléro Zurych      | 0:3 (24:26, 19:25, 13:25)        | Faza grupowa |
| 07.02.2018 | Rzeszów | Voléro Zurych      | 1:3 (16:25, 25:18, 22:25, 22:25) | Faza grupowa |
| 22.02.2018 | Blaj    | CS Volei Alba-Blaj | 1:3 (15:25, 16:25, 25:20, 12:25) | Faza grupowa |
| 27.02.2018 | Miluza  | ASPTT Mulhouse     | 3:1 (25:23, 25:14, 23:25, 25:17) | Faza grupowa |

## Puchar CEV siatkarek (2019/2020)[2]
| Data       | Miejsce       | Przeciwnik                | Wynik                                                       | Runda       |
| ---------- | ------------- | ------------------------- | ----------------------------------------------------------- | ----------- |
| 04.12.2019 | Rzeszów       | ASPTT Mulhouse            | 3:2 (26:24, 23:25, 25:22, 20:25, 15:7)                      | 1/16 finału |
| 18.12.2019 | Miluza        | ASPTT Mulhouse            | 2:3 (26:24, 25:22, 23:25, 13:25, 12:15, (złoty set: 15:13)) | 1/16 finału |
| 23.01.2020 | Busto Arsizio | Unet E-Work Busto Arsizio | 0:3 (22:25, 17:25, 22:25)                                   | 1/8 finału  |
| 05.02.2020 | Rzeszów       | Unet E-Work Busto Arsizio | 3:0 (25:20, 25:23, 27:25, (złoty set: 11:15))               | 1/8 finału  |

## Liga Mistrzyń w piłce siatkowej (2020/2021)[3]
| Data       | Miejsce   | Przeciwnik                | Wynik                                   | Runda        |
| ---------- | --------- | ------------------------- | --------------------------------------- | ------------ |
| 01.12.2020 | Scandicci | SSC Palmberg Schwerin     | 1:3 (27:25, 18:25, 18:25, 18:25)        | Faza grupowa |
| 02.12.2020 | Scandicci | Unet E-Work Busto Arsizio | 2:3 (17:25, 22:25, 25:19, 25:22, 14:16) | Faza grupowa |
| 03.12.2020 | Scandicci | Savino Del Bene Scandicci | 0:3 (23:25, 18:25, 16:25)               | Faza grupowa |
| 02.02.2021 | Schwerin  | SSC Palmberg Schwerin     | 2:3 (18:25, 25:22, 25:23, 24:26, 7:15)  | Faza grupowa |
| 03.02.2021 | Schwerin  | Unet E-Work Busto Arsizio | 0:3 (23:25, 22:25, 17:25)               | Faza grupowa |
| 04.02.2021 | Schwerin  | Savino Del Bene Scandicci | 3:1 (33:35, 25:22, 25:22, 28:26)        | Faza grupowa |

## Liga Mistrzyń w piłce siatkowej (2021/2022)[4]
| Data       | Miejsce   | Przeciwnik            | Wynik                                   | Runda        |
| ---------- | --------- | --------------------- | --------------------------------------- | ------------ |
| 23.11.2021 | Rzeszów   | Dresdner SC           | 3:2 (25:10, 19:25, 25:15, 22:25, 15:9)  | Faza grupowa |
| 07.12.2021 | Zaporoże  | Prometej Kamieńskie   | 3:1 (25:20, 25:14, 21:25, 25:17)        | Faza grupowa |
| 21.12.2021 | Rzeszów   | Lokomotiw Kaliningrad | 3:2 (25:17, 22:25, 25:21, 17:25, 16:14) | Faza grupowa |
| 18.01.2022 | Rzeszów   | Prometej Kamieńskie   | 3:0 (25:22, 25:23, 25:17)               | Faza grupowa |
| 02.02.2022 | Drezno    | Dresdner SC           | 3:0 (25:19, 25:22, 26:24)               | Faza grupowa |
| 15.02.2022 | Królewiec | Lokomotiw Kaliningrad | 0:3 (26:28, 19:25, 18:25)               | Faza grupowa |
| 08.02.2022 | Rzeszów   | VakıfBank Stambuł     | 3:2 (15:25, 29:27, 19:25, 29:27, 15:13) | Ćwierćfinał  |
| 16.03.2022 | Stambuł   | VakıfBank Stambuł     | 1:3 (15:25, 19:25, 25:23, 23:25)        | Ćwierćfinał  |